# Turismo vivencial en el Perú
El Perú tiene una riqueza cultural a la altura solo de las grandes y milenarias civilizaciones de la historia de la humanidad.
El Turismo en el Perú es marcadamente cultural y vivencial, alcanzando el 80 por ciento de la totalidad y con un promedio de estadía de 19 días por persona. Se entiende por vivencial aquel turismo que se desarrolla con la convivencia entre el visitante y una familia receptora quien le enseña sus hábitos y costumbres.
El veinte por ciento del turismo restante es de aventura, por el interés en practicar diferentes clases de deportes, como escalar montañas, hacer canotaje, ciclismo en la nieve, surfing de mar y de montaña, y otras tantas formas de atraer al visitante. Resulta interesante la variedad de aventuras que el turista puede emprender en este país debido a la variedad climática y forma geográfica de su territorio. Por ejemplo, simultáneamente cuando en la costa es verano, en la montaña es invierno y en la selva el clima es tropical.
Los visitantes tienen la oportunidad de internarse en la amazonía o remontarse al pasado para vivir tradiciones andinas preincaicas, incaicas, coloniales y republicanas, manifestadas en la variada gastronomía peruana, en el arte, en las costumbres comunales, en la música, en el uso de la llama como animal de carga andino en una caminata, atravesando paisajes nevados de la Cordillera Blanca, de los Andes, por los Caminos del Inca, en las afueras y dentro del Cusco, en los alrededores del enigmático templo de Chavín de Huantar y en general en la región de los Andes de este país.
Los turistas que desean recorrer el territorio paso a paso, tienen la oportunidad de practicar el turismo vivencial en el Perú o rural en casas campesinas, en familias que tienen preparadas sus viviendas para alojar al turista y enseñarles su forma de vida, sus costumbres y tradiciones como arar el ganado, preparar el pan, participar en ceremonias de pago a la tierra, respetar el bosque, sembrar productos de la zona, caminatas a atractivos cercanos y otras tantas costumbres autóctonas conservadas desde antaño.
El turismo histórico-cultural comprende todos aquellos elementos y manifestaciones tangibles o intangibles producidos por las sociedades, como resultado de un proceso histórico en donde la reproducción de las ideas y del material se constituyen en factores que identifican y diferencian a ese país o región.
El turismo gastronómico es la forma en la que la gastronomía del país visitado es parte de la actividad preponderante durante su visita. El turismo gastronómico es una nueva opción de aventura, no solo dirigido a personas que gusten del arte del buen comer, como chefs o gourmets.
La Amazonia peruana es el destino por excelencia del turismo vivencial. La capacidad de relacionarse directamente con la naturaleza es lo que la hace especialmente atractiva. Este tipo de turismo en la amazonia recién se está descubriendo y desarrollando.
En los Andes del Perú, en la ciudad del Cusco los pobladores de tres comunidades del Valle Sagrado de los Incas, abren sus puertas al peregrino a fin de compartir su vida cotidiana a través del turismo. La estadía permite participar directamente en las actividades del campo, fiestas y rituales, logrando un verdadero intercambio de vida en equilibrio con la naturaleza. Además, es posible revivir mitos y tradiciones multimilenarios al contacto con los habitantes locales durante el recorrido por las rutas ancestrales de los Caminos del Inca y de Ollantaytambo (denominado así por ser el tambo de Ollantay). 